# Hoppe-Gruppe
Hoppe ist eine Schweizer Unternehmensgruppe, die Beschlagsysteme aus Aluminium, Edelstahl, Messing und Kunststoff für Fenster und Türen entwickelt, herstellt und vermarktet. Sie beschäftigt in sieben Werken in Europa und den USA insgesamt über 2600 Mitarbeiter.

## Geschichte
1952 wurde das Unternehmen zur Herstellung von Türbeschlägen von Friedrich Hoppe in Heiligenhaus bei Düsseldorf gegründet. 1954 verlagerte er den Sitz ins mittelhessische Allendorf (das heutige Stadtallendorf im Landkreis Marburg-Biedenkopf); zwei Jahre später entstand ein Zweigwerk im 55 Kilometer entfernten Bromskirchen bei Frankenberg (heute Ortsteil von Allendorf, Landkreis Waldeck-Frankenberg).
Seit 1965 wird ein weiterer Unternehmenszweig in Südtirol betrieben. 1989 wurde ein Tochterunternehmen in den USA gegründet. Nach der deutschen Wiedervereinigung übernahm HOPPE 1991 einen ehemaligen VEB in Crottendorf (Sachsen) und baute dort 1993 ein neues Werk auf. Seit 1996 werden Messingbeschläge in Komotau (tsch. Chomutov) in Tschechien hergestellt.
Das Firmenlogo stammt vom Schweizer Grafikdesigner Walter Haettenschweiler.

## Standorte
- Deutschland: Stadtallendorf (seit 1954), Bromskirchen (seit 1956; heute ein Ortsteil von Allendorf), Crottendorf (seit 1991)
- Italien: Schluderns (seit 1964), St. Martin in Passeier (1972–2013), Laas (seit 1987), Lana (nur Verwaltung; seit 2014), Bruneck (bis 1997)
- Tschechien: Chomutov (seit 1996)
- USA: Fort Atkinson (seit 1991), Corinne (Utah) (2005–2012)